# Wretched
Wretched was van 1980 tot 1988 een Italiaanse hardcore punk band uit Milaan, samen met bands als Indigesti, vormden zij de basis van de hardcore scene in Italië. 

## Geschiedenis
Oorspronkelijk werd in het Engels gezongen, echter er werd vlug overschakelt naar de Italiaanse taal, dit om de radicale politieke boodschappen beter uit te kunnen drukken. Inhoudelijk gingen die teksten over anti-oorlog, en anarchistisch gedachtegoed. Zij waren bewoners van het kraakpand Virus in Milaan. Daar werden in het midden van de jaren 1980 veel hardcore optredens gedaan door verschillende bands. Na 1985 verschoof de muziekstijl in de richting van heavy metal. In 1988 stopte de band. In 1996 werd hun werk via een verzamel-cd uitgebracht. 

## Bezetting
- Gigi - gitaar
- Fabio - bas
- Giancarlo - drums
- Gian Mario - zang
- Daniele - gitaar (na 1984)
- Crema - drums (na 1984)
- Zambo - drums (na 1985)

## Discografie
- Wretched / Indigesti split 7" (Autoproduzione, 1982)
- In nome del loro potere tutto è stato fatto ep (Autoproduzione, 1983)
- Finirà mai? ep (Autoproduzione, 1983)
- Libero di vivere libero di morire lp (Chaos Produzioni, 1984)
- La tua morte non aspetta 12" (Chaos Produzioni, 1986)
- In controluce 7" (Chaos Produzioni, 1988)

### Heruitgaven
- The Furious Years of Italian Hardcore Punk cd (Antichrist / Dionysis, 1995 - bevat tevens de eerste ep)
- Lotta per vivere cd (Antichrist / Dionysis, 1996 - bevat alles, behalve de eerste ep)